# Sericanthe odoratissima
Sericanthe odoratissima är en måreväxtart som först beskrevs av Karl Moritz Schumann, och fick sitt nu gällande namn av Elmar Robbrecht. Sericanthe odoratissima ingår i släktet Sericanthe och familjen måreväxter.

## Underarter
Arten delas in i följande underarter:
- S. o. odoratissima
- S. o. ulugurensis